# Adesmus
Adesmus är ett släkte av skalbaggar som ingår i familjen långhorningar.

## Arter inomAdesmus, i alfabetisk ordning[1]
- Adesmus acanga
- Adesmus acangauna
- Adesmus albiventris
- Adesmus bisellatus
- Adesmus borgmeieri
- Adesmus brunneiceps
- Adesmus calca
- Adesmus chalumeaui
- Adesmus charis
- Adesmus clathratus
- Adesmus collaris
- Adesmus colligatus
- Adesmus diana
- Adesmus dignus
- Adesmus divus
- Adesmus facetus
- Adesmus fulvicornis
- Adesmus griseus
- Adesmus guttatus
- Adesmus hemispilus
- Adesmus hipposiderus
- Adesmus hovorei
- Adesmus juninensis
- Adesmus laetus
- Adesmus leucodryas
- Adesmus meinerti
- Adesmus moruna
- Adesmus mosapyra
- Adesmus murutinga
- Adesmus nevisi
- Adesmus nigriventris
- Adesmus nigrocinctus
- Adesmus nigrolineatus
- Adesmus niveiceps
- Adesmus ocellatus
- Adesmus paradiana
- Adesmus phoebinus
- Adesmus pilatus
- Adesmus pirauna
- Adesmus postilenatus
- Adesmus pulchellus
- Adesmus pysasu
- Adesmus quadricinctus
- Adesmus sannio
- Adesmus seabrai
- Adesmus sexguttatus
- Adesmus sexlineatus
- Adesmus stellatus
- Adesmus stephanus
- Adesmus temporalis
- Adesmus tribalteatus
- Adesmus turrialba
- Adesmus urubu
- Adesmus ventralis
- Adesmus verticalis
- Adesmus vilhena
- Adesmus windsori
- Adesmus vulcanicus